# Фредерик Клутије
Фредерик Клутије (фр. Frederic Cloutier — Сен Оноре, 14. мај 1981) професионални је канадски хокејаш на леду који се од 2016. такмичи за Италију. Игра на позицији одбрамбеног играча.голмана.  
Члан је сениорске репрезентације Италије за коју је дебитовао на светском првенству прве дивизије 2016. године. Играо је за Италију и на Светском првенству 2017. године.